# МХСК (футбольний клуб)
Центральний Спортивний Клуб Армії або скорочено МХСК (узб. Markaziy Harbiy Sport Klubi) — колишній професійний узбецький футбольний клуб з міста Ташкент.

## Колишні назви
- 19??—1946: БО Ташкент
- 1947: ОБО Ташкент
- 1948—1953: БО Ташкент
- 1954—1956: ОБО Ташкент
- 1957—1988: СКА Ташкент
- 1989—1991: СКА‑РШВСМ Ташкентська обл.
- 1992: Футбольний клуб «Пахтакор-79» Ташкент
- 1993—2000: МХСК Ташкент
- З 2002: СКА-«Сібал» Ташкент

## Історія
Футбольна клуб «БО» (будинок офіцерів) був заснований у Ташкенті і представляв військовий округ (точна дата заснування клубу не відома). У 1946 році клуб дебютував у Третій лізі Чемпіонату СРСР з футболу, у зоні Центральна Азія, та посів 12-те місце.
У 1947 році після чергової реорганізації футбольних ліг у СРСР ОБО Ташкент потрапив до Другої ліги Чемпіонату СРСР з футболу, у центрально-азіатській зоні. У 1953 році клуб відмовився від виступів на професійному і грав у регіональних лігах. Лише в 1969 році, під назвою «СКА Ташкент» клуб повернувся на один рік до класу «B» Другої ліги Чемпіонату СРСР з футболу зони Центральна Азія, але після чергової реорганізації ліги був позбавлений свого місця в професійних змаганнях. Потім він виступав лише в місцевих турнірах.
У 1989 році клуб знову змінив свою назву на «СКА‑РШВСМ Ташкентська область» і змагався в другій нижній лізі Чемпіонату СРСР з футболу, у сьомій зоні, де він зайняв передостаннє, 20-те місце, і попрощався зі змаганнями на професійному рівні.
Крім того, у 1947—1954 роках команда брала участь у розіграшах Кубка СРСР.
Лише в 1992 році футбольний клуб «Пахтакор-79» Ташкент брав участь у новоствореному Чемпіонаті Узбекистану.
З 1992 по 1998 рокиу МХСК брав участь у семи розіграшах узбецької вищої ліги. За цей час клуб встиг у 1997 році виграти національний чемпіонат, у 1995 році стати срібним призером національного чемпіонату, а в 1996 році — бронзовим. Крім того, у 1995 році клуб вийшов до фіналу національного кубку. У цей період головним спонсором клубу було Міністерство внутрішніх справ Узбекистану.
У 1993 році він змінив свою назву на «МХСК» Ташкент. У сезоні 1998 року він зайняв передостаннє, 15-те місце, в Чемпіонаті Узбекистану і вилетів до Першої ліги. У сезоні 1999—2000 років МХСТ виступав у Першій лізі. Напередодні старту Першої ліги 2001 року клуб знявся зі змагань.
У 2001 році команду було розформовано, але вже в 2002 році на базі розформованого клубу виник новий футбольний клуб — СКА-«Сібал» Ташкент.

## Досягнення
- Клас А Другої ліги Чемпіонату СРСР з футболу, фінальний турнір:

6-те місце — 1948
- Кубок СРСР:

1/8 фіналу — 1948, 1950
- Чемпіонат Узбецької РСР

 Чемпіон — 1955, 1956, 1970
- Кубок Узбецької РСР

 Чемпіон — 1946, 1954, 1960, 1971
- Чемпіонат Узбекистану

 Чемпіон — 1997
 Срібний призер — 1995
 Бронзовий призер — 1996
- Кубок Узбекистану

 Фіналіст — 1995

## Головні тренери клубу
| Ім'я              | Нац        | Період |
| ----------------- | ---------- | ------ |
| Бахрам Хакімов    | Узбекистан | 1994–  |
| Рустам Мірсодіков | Узбекистан | 1997   |